# Список потерь советской авиации в Корейской войне (1950)
В данном списке перечислены потери боевой авиации СССР в ходе Корейской войны за 1950 год.
Все данные базируются на книге Игоря Сейдова «„Красные дьяволы“ в небе Кореи. Советская авиация в войне 1950—1953 гг. Хроника воздушных сражений» (М.: Яуза; Эксмо, 2007), являющейся на 2007 год, по всей видимости, наиболее полной работой, посвящённой действиям советской авиации в Корее.
Потери приведены в следующем формате: дата; звание и имя пилота; подразделение (авиаполк или дивизия); причина потери; судьба пилота. Тип самолёта не указан, поскольку все приведённые в списке самолёты являются истребителями МиГ-15. Приведены все известные безвозвратные потери, как боевые, так и небоевые.
Сокращения:
- иап — истребительный авиаполк
- гиап — гвардейский истребительный авиаполк

Списки по годам: 1950 - 1951 - 1952 - 1953

## Потери

### Ноябрь 1950
9 ноября
- Капитан Грачёв М. Ф. (139-й гиап). Сбит F9F в районе Аньдунского моста. Пилот погиб.

11 ноября
- Старший лейтенант Насонов М. П. (28-й гиап). Подбит F-80 в районе Аньдун, разбился при аварийной посадке. Пилот погиб.

18 ноября
- Капитан Таршинов А. И. (139-й гиап). Сбит F9F в районе Аньдун. Пилот погиб.

### Декабрь 1950
4 декабря
- Старший лейтенант Румянцев К. В. (29-й гиап). Столкнулся с землёй по неизвестной причине. Пилот числится пропавшим без вести.

6 декабря
- Старший лейтенант Сериков Н. Н. (29-й гиап). Пропал в районе Сингисю. Пилот числится пропавшим без вести.

7 декабря
- Старший лейтенант Павленко П. А. (29-й гиап). Потерян в ходе воздушного боя по небоевой причине. Пилот погиб.

17 декабря
- Подполковник Ефромеенко Я. Н. Сбит F-86 в районе Аньдун. Пилот катапультировался и выжил.

22 декабря
- Старший лейтенант Барсегян С. А. (177-й иап). Сбит F-86 в районе Сингисю. Пилот погиб.

- Старший лейтенант Зуб А. А. (177-й иап). Сбит F-86 в районе Сингисю. Пилот катапультировался и выжил.

## Общая статистика
Согласно приведённым данным, за 1950 год потери советских авиационных подразделений в Корее составили 9 самолётов МиГ-15 и 7 пилотов.